# Edgard Varèse
Pour les articles homonymes, voir Edgar et Varèse (homonymie).
Edgard Varèse ou Edgar Varèse (les deux graphies ont été utilisées par le compositeur lui-même à différentes époques de sa vie) est un compositeur français naturalisé américain, né le 22 décembre 1883 à Paris et mort le 6 novembre 1965 à New York.
Formé, dans un premier temps, à la Schola Cantorum et au Conservatoire de Paris, Varèse trouve auprès d'artistes plus indépendants, comme Debussy et Busoni, les encouragements nécessaires pour son expression personnelle.
En effet, bien avant 1914, Varèse envisage l'abandon des méthodes de composition classiques, le système tempéré et les instruments de musique traditionnels pour employer « la matière sonore elle-même ». Cet idéal le conduit à détruire ses premières partitions jusqu'à Amériques — où il emploie déjà les sons modulés en fréquence et en intensité d'une sirène — et à encourager les recherches dans le domaine acoustique, du dynamophone aux réalisations de Léon Theremin et de Maurice Martenot.
Varèse abandonne l'orchestre à partir d'Arcana, pour des ensembles instrumentaux plus réduits et individualisés. Cependant, l'absence de moyens techniques, de studio d'enregistrement ou de laboratoire le réduit au silence pendant toute la durée de la Seconde Guerre mondiale et jusqu'au milieu des années 1950, lorsque se développent les techniques d'enregistrement du studio d'essais de Pierre Schaeffer et Pierre Henry. Varèse peut alors réaliser une œuvre comme le Poème électronique, pour l'Exposition universelle de Bruxelles en 1958.
Entretenant des relations étroites avec d'importants représentants de la communauté scientifique de son temps, l'intérêt de Varèse pour les sciences se traduit dans les titres qu'il donne à ses œuvres, évoquant les mathématiques (Intégrales), la métallurgie (Densité 21,5), la cristallographie (Hyperprism), la botanique (Octandre), la chimie (Ionisation) et même l'alchimie (Arcana). L'œuvre de Varèse a d'abord paru très abstraite. Pour autant, sa musique a une grande puissance d'incantation, dès qu'intervient la voix humaine (Offrandes, Ecuatorial, Nocturnal).
Le scandale de la création de Déserts, le 2 décembre 1954 à Paris, le révèle pour une nouvelle génération de compositeurs classiques (dont Iannis Xenakis et Bruno Maderna) et populaires (comme Frank Zappa) qui ont reconnu en lui, bien plus qu'un « précurseur », un modèle à suivre et l'un des grands innovateurs du XXe siècle avec Arnold Schönberg, Igor Stravinsky, Anton Webern, Alban Berg, Béla Bartók, Henry Cowell, Luciano Berio, Luigi Nono, John Cage, Pierre Boulez et Karlheinz Stockhausen.

## Biographie

### Enfance et formation

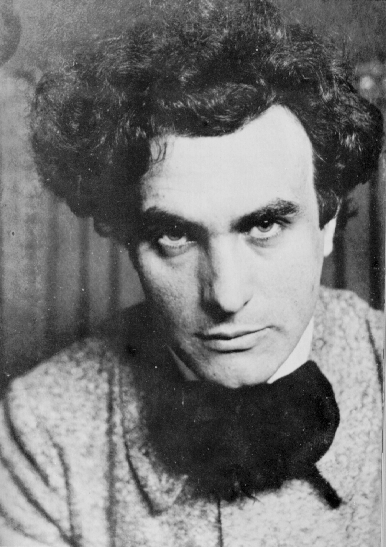
Edgar Varèse en 1910.

Edgard Varèse est né à Paris le 22 décembre 1883. Son père, ingénieur, est italien, et sa mère française d'origine bourguignonne. Quelques semaines après sa naissance il est envoyé chez son grand-oncle dans le village du Villars près de Tournus en Bourgogne. Là, il s'attache à son grand-père maternel, Claude Cortot (également grand-père du pianiste Alfred Cortot, un cousin germain de Varèse). Son affection pour son grand-père surpassait tout ce qu'il ressentait pour ses propres parents.
À la fin de l'année 1892, il est récupéré par ses parents et en 1893, le jeune Edgard est contraint de s'installer avec eux à Turin. C'est là qu'il prend ses premières vraies leçons de musique, avec le directeur du conservatoire de Turin, Giovanni Bolzoni. En 1895, il compose son premier opéra, Martin Pas, qui a depuis été perdu. Adolescent, Edgard est soumis à l'influence de son père, et doit s'inscrire à l'École polytechnique de Turin car son père désapprouve son intérêt pour la musique, et exige qu'il fasse des études d'ingénierie. Ce conflit latent se développe, surtout après la mort de sa mère en 1900, si bien qu'en 1903, Varèse quitte la maison et part pour Paris.
En ayant fini avec ses études d'ingénierie à l'École polytechnique de Turin, il retourne à la musique et étudie avec Vincent d'Indy et Albert Roussel à la Schola Cantorum de Paris (1903-1905) et Charles-Marie Widor au Conservatoire de Paris (1905-1907). Il se déplace ensuite à Berlin, où il rencontre notamment Richard Strauss, Ferruccio Busoni et Karl Muck. En 1913 il revient à Paris, où il fait la connaissance de Romain Rolland et de Debussy. Ces diverses rencontres sont décisives pour son développement futur. Mais en 1915, déçu par les moyens offerts aux compositeurs, il décide d'émigrer à New York.

### Aux États-Unis

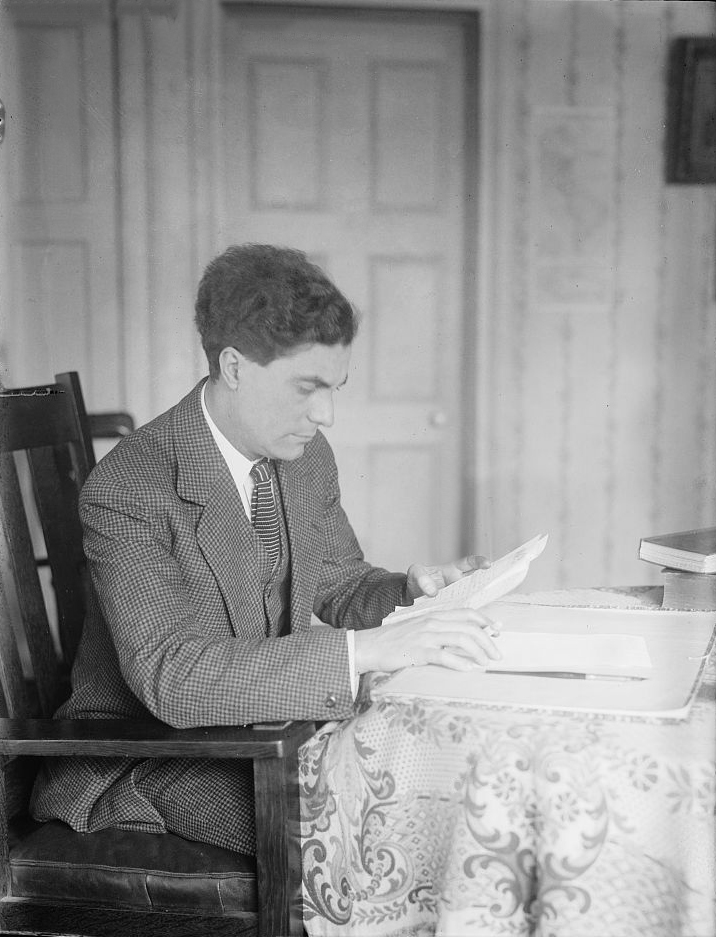
Edgard Varèse en 1915.

Il passa ses premières années aux États-Unis à rencontrer les principaux acteurs de la musique américaine, promouvant sa vision de nouveaux instruments de musique électronique, dirigeant des orchestres, et créant le New Symphony Orchestra, qui eut une existence éphémère. C'est à peu près à cette période que Varèse commença à travailler sur Amériques, qui fut achevée en 1921. Dans cette œuvre Varèse est particulièrement attentif à donner corps à la matière sonore protéiforme : il transforme des masses sonores en couleurs timbrales, jeux d’interactions réciproques déliés de l’emprise d’un système. Il lui fallait pour cela intégrer de nouveaux concepts de sonorité qui transforment les paramètres classiques de la musique en catégories plus larges, donc en « champs ».
C’est après l'achèvement de cette œuvre que Varèse fonda l’International Composers' Guild (Association Internationale des Compositeurs), dédiée à l’interprétation de nouvelles œuvres de compositeurs américains et européens, et pour laquelle il composa plusieurs de ses pièces pour instruments et voix : Offrandes en 1922, Hyperprism en 1923 (scandale à la création), Octandre en 1924, et Intégrales en 1925.

### Retour à Paris
En 1928, Varèse retourne à Paris pour modifier certaines parties d’Amériques en y incluant les ondes Martenot qui venaient d’y être inventées. Il compose en 1931 Ionisation, qui est sans doute son œuvre non électronique la plus connue et l'une des premières œuvres de musique occidentale utilisant des instruments à percussion. Bien qu’écrite pour des instruments existants, Ionisation fut conçue comme une recherche de nouveaux sons et de nouvelles méthodes pour les créer.
En 1933, alors que Varèse était toujours à Paris, il écrivit à la Fondation Guggenheim et aux Laboratoires Bell dans l’espoir d’obtenir des fonds pour développer un studio de musique électronique. Sa composition suivante, Ecuatorial, terminée en 1934, contenait des parties pour thérémines, et Varèse, anticipant une réponse favorable à sa demande de fonds, retourna aux États-Unis pour y créer sa musique électronique.

### Retour en Amérique, silence et reconnaissance tardive
Varèse écrivit Ecuatorial pour deux thérémines, voix de basse, vents et percussions au début des années 1930. Il fut créé le 15 avril 1934, sous la direction de Nicolas Slonimsky. Puis Varèse quitta New York, où il vivait depuis 1915, et se rendit à Santa Fe, San Francisco et Los Angeles. Lorsque Varèse revint en 1938, Léon Theremin était rentré en Russie. Ceci désespéra Varèse, qui avait espéré travailler avec Theremin à une amélioration de l’instrument. Varèse avait aussi présenté le thérémine lors de ses voyages dans l’Est, et en avait fait une démonstration le 12 novembre 1936 lors d’une conférence à l’université du nouveau Mexique à Albuquerque.
Dans Le Cauchemar climatisé (1945), Henry Miller revient sur sa rencontre avec Varèse, le chapitre donne lieu à un remarquable exercice d'analyse des thèmes chers au musicien et de ses travaux en cours — dont un qu'il appelle le Désert de Gobi : en 1940, Varèse rédige un court essai intitulé Son organisé pour piste sonore, préfigurant ses travaux enregistrés sur bande magnétique.
Lorsque, vers la fin des années 1950, Varèse fut contacté par un éditeur pour publier Ecuatorial, il ne restait que très peu de thérémines, et il décida donc de réécrire ces parties pour ondes Martenot. Cette nouvelle version fut créée en 1961.
Néanmoins, après cette œuvre, il entra dans une longue période de silence créatif (voir, par exemple, les esquisses pour Étude pour Espace). Il fallut attendre 1954 et la création de Déserts, qui provoqua un immense scandale, comparable à celui qui avait eu lieu à la première du Sacre du printemps de Stravinsky, pour que le compositeur soit connu et reconnu à la fois par les spécialistes  et par un large public.

### Dernières années
En 1958, le Concret PH (Parabole - Hyperbole) de Iannis Xenakis, courte pièce de deux minutes, servit d’interlude pendant le concert au pavillon Philips de l’exposition universelle de Bruxelles : il préparait les auditeurs au Poème électronique d’Edgard Varèse. L’espace sonore redistribué jouait alors un rôle bien plus important qu’un simple médium, qu’un support de l’œuvre : il y accède au rang de paramètre de la composition. Varèse avait appelé de ses vœux une telle intégration ; dès Hyperprism (1923), il parvenait à créer une musique qui intègre la composante spatiale pour une nouvelle dimension de la représentation, pour une musique spatialisée. Il meurt à New York le 6 novembre 1965. Son épouse Louise est décédée en 1989 à 98 ans.

## Œuvres

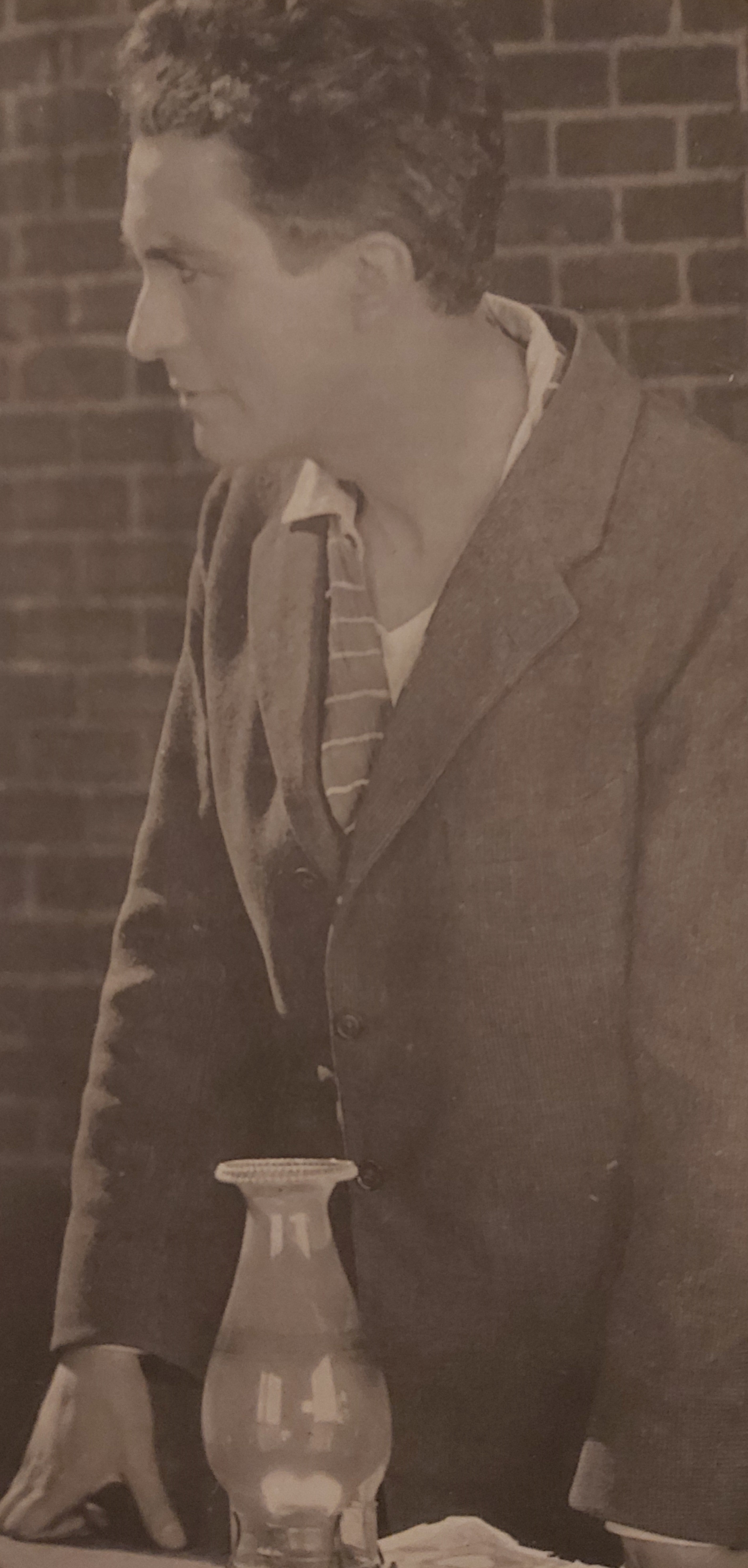
Edgard Varèse, figurant dans le film Docteur Jekyll et M. Hyde de John S. Robertson.

### Catalogue des pièces les plus connues
1. Un grand sommeil noir (1906), sur un poème de Paul Verlaine, pour soprano et piano ;
2. Amériques (1921), pour grand orchestre symphonique ;
3. Offrandes (1921), pour soprano et orchestre de chambre ;
4. Hyperprism (1922-23), pour percussions et vents ;
5. Octandre (1923), pour huit instruments solistes (flûte, hautbois, clarinette, basson, cor, trompette, trombone et contrebasse) ;
6. Intégrales (1924-25), pour petit orchestre et percussions ;
7. Arcana (1926-27), pour grand orchestre symphonique ;
8. Ionisation (1931), pour 13 percussionnistes ;
9. Ecuatorial (1934), pour chœur, 4 trompettes, 4 trombones, piano, orgue, deux ondes Martenot et percussions ;
10. Densité 21,5 (1936, révisé en 1946), pour flûte seule ;
11. Tuning Up (1947), pour orchestre (reconstruction et édition Chou Wen-chung, 1998) ;
12. Dance for Burgess (1949) pour orchestre ;
13. Déserts (1954), pour instruments à vent, percussions et bande magnétique ;
14. Poème électronique (1958), pour bande magnétique (« sons organisés ») ;
15. Nocturnal (1959-61), pour soprano, chœur et orchestre (inachevé et reconstitué par Chou Wen-chung).

### Œuvres inachevées, inédites et détruites
- Le Fils des étoiles, opéra d'après l'œuvre de Sâr Péladan (1905), partition perdue
- Souvenir (1905), partition perdue
- Chanson des jeunes hommes, pour orchestre (1905), partition perdue
- Colloque au bord d'une fontaine, pour orchestre (1905), partition perdue
- Poème des brumes, pour orchestre (1905), partition perdue
- Prélude à la fin d'un jour, poème symphonique pour orchestre (1905), partition perdue
- Rhapsodie romane, poème pour grand orchestre (1905), partition perdue
- Trois pièces pour orchestre (1905), partition perdue
- Apothéose de l'océan, poème symphonique pour orchestre (1906), partition perdue
- Le délire de Clytemnestre, tragédie symphonique (1907), partition perdue
- Bourgogne, pour grand orchestre (1907-1908), partition perdue
- Œdipus und die Sphinx, opéra inachevé (1908-1914), partition perdue
- Gargantua, pour orchestre (1909), inachevé et partition perdue
- Les cycles du Nord, pour orchestre (1911), inachevé et partition perdue
- Mehr Licht, pour orchestre (1911), inachevé et partition perdue
- The One-All-Alone, œuvre scénique inachevée, avec voix solistes, chœur, mimes et grand orchestre (1927-1935), inédit
- Espace (1929-1936), 15 minutes, inachevé et inédit
- The Great Noon, musique de scène inachevée (1932)
- Metal poème, pour soprano et orchestre (1932), inachevé et inédit
- Fernand Léger in America. His New Realism, musique pour le film de Thomas Bouchard (1945), 30 minutes, partition inédite
- Étude pour « espace », pour chœur mixte, 2 pianos et percussions (1947), entre 35 minutes et 40 minutes environ, inédit
- La naissance d'un tableau, montage d'œuvres de Buxtehude et de Krieger pour le film de Thomas Bouchard sur Kurt Seligmann (1950), 30 minutes, inédit
- Trinum, pour orchestre (1950-1954), inédit
- Dans la nuit ou Nuit sur un poème d'Henri Michaux, pour chœur, 15 cuivres, percussion, orgue, 2 ondes Martenot (1954-1961), inachevé et inédit
- La Procession de Vergès, "son organisé" pour le film de Thomas Bouchard sur Joan Miró (Around and about Joan Miró, 1955), 2 minutes 47, inédit
- Nocturnal II, pour soprano, chœur de basses et orchestre sans cordes sauf contrebasse (1961-1965), inachevé et inédit

## Esthétique
Varèse avait posé assez tôt les jalons d'une nouvelle éthique de la recherche musicale. Il voulait que la rigueur de la recherche maintienne une fermeté artistique déliée de tout a priori théorique. On cite souvent son propos, devenu fameux parce que visionnaire, qui à lui seul récapitule l’état de quête dans lequel sont plongés depuis lors les compositeurs :
« La musique, qui doit vivre et vibrer, a besoin de nouveaux moyens d'expression, et la science seule peut lui infuser une sève adolescente... Je rêve d'instruments obéissant à la pensée et qui, avec l’apport d’une floraison de timbres insoupçonnés, se prêtent aux combinaisons qu’il me plaira de leur imposer et se plient à l’exigence de mon rythme intérieur. » Ces propos n'étonnent pas de la part de quelqu'un qui avait lui-même la plus grande admiration pour Berlioz.

## Postérité

### Étudiants
Le plus connu des élèves de Varèse est sûrement le compositeur d'origine chinoise Chou Wen-chung (1923-2019) qui, en émigrant aux États-Unis, a rencontré Varèse en 1949 et l'a assisté dans ses dernières années. Il a été l'exécuteur testamentaire de Varèse et a également édité et complété plusieurs œuvres.

### Influence dans la musique classique
Parmi les compositeurs qui ont clamé, ou ont démontré avoir été influencés par Varèse, on peut nommer Milton Babbitt, Harrison Birtwistle, Pierre Boulez, John Cage, Morton Feldman, Roberto Gerhard, André Jolivet, Olivier Messiaen, Luigi Nono, John Palmer, Krzysztof Penderecki, Jean-Claude Risset, Wolfgang Rihm, Alfred Schnittke, William Grant Still, Karlheinz Stockhausen, Iannis Xenakis, Frank Zappa et John Zorn.

### Influence dans la musique populaire
Edgard Varèse a eu une influence certaine sur plusieurs groupes pop-rock américains ou britanniques des années 1960 (The Beatles, Grateful Dead, Jefferson Airplane, Soft Machine) et plus particulièrement sur la musique de Frank Zappa. Celui-ci découvre Ionisation alors qu'il est encore adolescent. Il apprécie tellement l'œuvre de Varèse — qu'il considère comme le « plus grand compositeur vivant » — que l'année de ses seize ans, il tente de joindre par téléphone le compositeur vivant alors à New York, pour lui exprimer son admiration.

### Hommages
- Le label Varèse Sarabande Records a été nommé d'après le nom du compositeur.
- Le groupe de rock Chicago a enregistré la piste A Hit By Varèse sur leur album Chicago V (1972).
- Le compositeur John Zorn a produit six CD dédiés à Varèse et Antonin Artaud: Astronome, Moonchild, Six Litanies for Heliogabalus, The Crucible, Ipsissimus et Templars: In Sacred Blood.
- Hommage à Varèse - 25.10.64, grande huile sur toile, 255 × 345 cm, par Zao Wou-Ki, collection Musée cantonal des beaux-arts de Lausanne, Donation Françoise Marquet, 2015.
- Plusieurs communes françaises ont donné le nom d'Edgard-Varèse à une de leurs voies, telles que Chalon-sur-Saône, Paris, Toulouse, Saint-Cyprien et Vénissieux.
- À Gennevilliers, le conservatoire municipal porte le nom d'Edgar Varèse[7].
- À Mâcon, le conservatoire de musique et de danse porte le nom d'Edgar Varèse[8],[9].

## Divers

### Entretiens avec Edgar Varèse
En 1955, Varèse enregistra à Paris une série de huit entretiens avec Georges Charbonnier, qui les présenta aux auditeurs de la RTF du 5 mars au 30 avril 1955. Selon Odile Vivier, « ces émissions présentèrent un Varèse si vivant que ses amis insistèrent pour qu'on les publie, mais il refusa, souhaitant les reprendre, les approfondir ». Une transcription écrite fut publiée, en effet, cinq ans après la mort du compositeur, mais il lui manque le mordant de l'enregistrement original avec « sa voix chaleureuse, véhémente, à l'image de l'homme ».
Ces entretiens eurent une grande importance pour la diffusion des idées de Varèse auprès d'un large public d'auditeurs. Les sujets abordés par Varèse et Charbonnier étaient les suivants :
- Le scandale de la création de Déserts, ce qui permit au compositeur de revenir sur son parcours professionnel en Allemagne, en Amérique et en France ;
- Auditeurs et critiques, où Varèse met encore en perspective les prétentions des milieux musicaux parisiens, dans un contexte d'ouverture internationale, et le manque de compétence de certains critiques professionnels ;
- L'auditeur et la musique ;
- La musique percutante, où est abordée la question de l'abandon des instruments à cordes et de l'orchestre dans la musique moderne, et l'intérêt présenté par les percussions et la technique de l'enregistrement ;
- L'aide au créateur, où le compositeur souligne l'importance du mécénat musical, en particulier pour les pouvoirs politiques ;
- Opéra, image et musique, où Varèse évoque ses projets d'œuvres scéniques et la possibilité de réaliser un film sur Déserts.

Dans un grand compte-rendu historique de l'opéra, Varèse ne manque pas de rendre hommage au « colosse » Monteverdi et de ramener le « Michel-Angelesque » Wagner à des considérations purement musicales.
Les deux derniers sujets sont l'objet d'une lecture plutôt que d'un entretien — plus techniques, plus difficiles, mais auxquels Varèse tenait particulièrement :
- Physique et musique, où sont évoquées les possibilités offertes aux compositeurs en termes d'acoustique :
- Son organisé - Art-science, idée fondamentale de Varèse qui n'oubliait pas l'importance de la musique dans le Quadrivium des philosophes du Moyen Âge. Il conclut, non sans élégance, avec un autre de ses « mots d'ordre » : « Le dernier mot est : Imagination. »

### Cinéma
À noter l'unique apparition d'Edgard Varèse au cinéma, dans le film muet américain Docteur Jekyll et M. Hyde de John S. Robertson (1920, avec John Barrymore dans le rôle-titre), où il tient un petit rôle de policier qui ne figure pas au générique.

#### Écrits d'Edgard Varèse
- Écrits, Paris, Christian Bourgois, 1983
- Georges Charbonnier, Entretiens avec Edgard Varèse (1955), suivis d'une étude de son œuvre par Harry Halbreich, Paris, Éditions Belfond, 1970, 169 p.
- Entretiens avec Edgar Varèse, par Georges Charbonnier (décembre 1954/janvier 1955), 2 CD INA coll. « Mémoire Vive », 2007)

#### Ouvrages généraux
- Marc Honegger, Dictionnaire de la musique : Tome 2, Les Hommes et leurs œuvres. L-Z, Paris, Bordas, 1979, 1232 p. (ISBN 2-04-010726-6)
- Jean-Noël von der Weid, La musique du XXe siècle, Paris, Fayard, coll. « Pluriel », 2010, 719 p. (ISBN 978-2-8185-0020-0, OCLC 718503224, BNF 42321167), p. 80-89, 400-402
- (en) Barry Miles, Zappa, Grove Press, 2004, 464 p. (ISBN 978-0-8021-1783-0), p. 25-26

#### Monographies
- Fernand Ouellette, Edgard Varèse, Paris, Seghers, 1966, 342 p. (ISBN 2-267-00810-6).
- Hilda Jolivet, Varèse, Ed. Hachette (1973).
- Alejo Carpentier, Varèse vivant, Paris, Le Nouveau Commerce, 1980.
- Marc Bredel, Edgar Varèse, Paris, Éditions Mazarine (collection musique), 4 avril 1984, 220 p.
- Bruno Giner, Edgard Varèse, Paris, bleu nuit éditeur, coll. « horizons » (no 83), 2021, 176 p. (ISBN 978-2-358-84103-0).
- Odile Vivier, Varèse, Paris, Seuil, coll. « solfèges », 1987, 192 p. (ISBN 2-02-000254-X).
- Felix Meyer et Heidy Zimmermann, Edgard Varèse, composer, sound sculptor, visionary, Boydell Press / Paul Sacher Foundation / Musée Tinguely, 508 pages abondamment illustrées (2006).

#### Correspondances
- Maurice Ravel, L'intégrale : Correspondance (1895-1937), écrits et entretiens : édition établie, présentée et annotée par Manuel Cornejo, Paris, Le Passeur Éditeur, 2018, 1769 p. (ISBN 978-2-36890-577-7 et 2-36890-577-4, BNF 45607052)Contient 5 correspondances inédites de Maurice Ravel à Edgard Varèse (1919-1924) n°1083, 1760, 1761, 1773 et 1074

#### Articles
- Julien Mathieu, « Un mythe fondateur de la musique contemporaine : le « scandale » provoqué en 1954 par la création de Déserts d'Edgar Varèse », dans Revue d'histoire moderne & contemporaine, 2004/1, no 51-1, p. 129-152 (lire en ligne)

#### Bases de données et dictionnaires
- Ressources relatives à la musique :   - International Music Score Library Project
  - AllMusic
  - BRAHMS
  - Carnegie Hall
  - Discography of American Historical Recordings
  - Discogs
  - Grove Music Online
  - MGG Online
  - MusicBrainz
  - Muziekweb
  - Répertoire international des sources musicales
  - Songkick
- Ressources relatives aux beaux-arts :   - AGORHA
  - Museum of Modern Art
  - MutualArt
  - Union List of Artist Names
- Ressources relatives à l'audiovisuel :   - Filmportal
  - IMDb
  - Unifrance
- Ressources relatives au spectacle :   - Les Archives du spectacle
  - Internet Broadway Database
- Ressource relative à la recherche :   - The Academic Family Tree
- Ressource relative à plusieurs domaines :   - Radio France
- Notices dans des dictionnaires ou encyclopédies généralistes :   - American National Biography
  - Britannica
  - Brockhaus
  - Den Store Danske Encyklopædi
  - Deutsche Biographie
  - Enciclopedia De Agostini
  - Gran Enciclopèdia Catalana
  - Hrvatska Enciklopedija
  - Internetowa encyklopedia PWN
  - Nationalencyklopedin
  - Munzinger
  - Proleksis enciklopedija
  - Store norske leksikon
  - Universalis
  - Visuotinė lietuvių enciklopedija
- Notices d'autorité :   - VIAF
  - ISNI
  - BnF (données)
  - IdRef
  - LCCN
  - GND
  - Italie
  - Japon
  - CiNii
  - Espagne
  - Belgique
  - Pays-Bas
  - Pologne
  - Israël
  - NUKAT
  - Catalogne
  - Suède
  - Australie
  - WorldCat